# Riečka (Rimavská Sobota)
Riečka é um município da Eslováquia, situado no distrito de Rimavská Sobota, na região de Banská Bystrica. Tem 4,78 km² de área e sua população em 2018 foi estimada em 227 habitantes.

## Demografia
| Ano:        | 1994 | 2004   | 2014   | 2024   |
| ----------- | ---- | ------ | ------ | ------ |
| Broj ljudi: | 240  | 235    | 234    | 220    |
| Razlika:    |      | -2,08% | -0,42% | -5,98% |

| Ano:               | 2023 | 2024   |
| ------------------ | ---- | ------ |
| Número de pessoas: | 215  | 220    |
| Diferença:         |      | +2,32% |